# Il Cerchio Magico
Il Cerchio Magico è un romanzo per ragazzi dell'autrice italiana Susanna Tamaro del 1994.

## Storia editoriale
Il libro uscì per la Arnoldo Mondadori Editore nel 1993 e godette di varie riedizioni. Nel 2002 fu incluso nel volume Il castello dei sogni: storie che parlano al cuore della collana economica Miti  Mondadori, assieme alle altre opere Cuore di ciccia e Tobia e l'angelo della stessa autrice.  Nel 2019 fu ripubblicato dalla Giunti junior.

## Trama
In una grande città, nel parco di Villa Gioiosa, si trova il Cerchio Magico, un bosco dalla fama sinistra. Qui vive Guendy, la figlia di un cane da pastore tedesco e di una lupa, che ha adottato un bambino umano abbandonato, Rick, crescendolo come il cucciolo che non ha potuto avere per la sua sterilità. La migliore amica di Rick è Ursula, una vecchia scimpanzé scampata a un esperimento astronautico, che da quest'esperienza ha sviluppato una teoria sull'origine del boschetto: si tratterebbe del luogo dove si è sparsa la polvere di una stella cadente.
Un giornale cittadino organizza una campagna di stampa contro il Cerchio Magico, sostenendo che abbia provocato la sparizione di diverse persone che vi si erano addentrate. Da ciò si sviluppa un movimento che chiede il suo abbattimento, con a capo Ulderico Triponzio, un grassone che vuole diventare popolare per candidarsi a sindaco. Quando i suoi seguaci cominciano ad abbattere il bosco, Guendy viene uccisa da una fucilata. Triponzio assume la tutela di Rick, sperando che la mossa aumenti ancora la sua popolarità.
Durante una festa di gala a casa Triponzio, Rick assiste di nascosto al discorso di "Sua Mollosa Porchezza" Pallaciccia I, padrone di una catena d'ipermercati, che dichiara di voler eliminare tutti gli spazi verdi, considerati sporchi e improduttivi, per costruire nuovi centri commerciali, indicando come sua principale nemica Amalia Cipolloni, una circense in pensione amante dei fiori e della natura. Rick viene scoperto e scappa dalla casa del suo tutore. Nascostosi in strada, Rick nota una processione di bambini in pigiama, dagli occhi quadrati come uno schermo televisivo, che marciano cantando una canzone ideata da Triponzio. Il giorno dopo, una gatta di nome Dodò lo conduce dalla Cipolloni, a cui racconta tutta la sua storia. Amalia Cipolloni decide d'indagare, facendo travestire Rick da cane perché non sia riconosciuto; riceve poi la sgradita visita di Triponzio, che le regala un televisore, nella speranza che l'apparecchio faccia il lavaggio del cervello anche a lei.
La notte stessa, Rick si accoda al gruppo di bambini in marcia per scoprire dove sono diretti. Essi arrivano in un castello che si rivela un Paese dei Balocchi televisivo, dove dei robot sono pronti a dare ai bambini qualunque cosa desiderino dopo averla vista sui teleschermi. Rick, in collegamento radio con Amalia, scoperto come non sottoposto al lavaggio del cervello viene allontanato dai robot in un altro ambiente, dove si trova Pallaciccia I coi suoi seguaci, tra i quali Triponzio. Rick apprende così i loro piani: intendono condizionare i bambini perché da grandi pensino solo a comprare e consumare, ed eliminare la Cipolloni tramite lo "Spetocchio Cosmico", un'esplosione di gas digestivi di elefanti alimentati a fagioli, convogliati all'interno della casa di Amalia che così rimarrebbe asfissiata. Ursula però, d'accordo con Amalia, stacca la corrente elettrica, provocando lo spegnimento dei teleschermi che ipnotizzano i bambini, e devia i tubi dello Spetocchio Cosmico nell'ala del castello con Pallaciccia I e Triponzio.
Rick rimane a vivere con Amalia, e insieme con lei, con Dodò e con Ursula va a Villa Gioiosa, dove il Cerchio Magico sta rinascendo. Egli ricorda l'insegnamento di Guendy: "il Cerchio Magico di chi si vuole bene non finisce mai".

## Edizioni
- Susanna Tamaro, Il Cerchio Magico, collana Contemporanea, illustrazioni di Tony Ross, Milano, Mondadori, 1994, ISBN 88-04-39613-X.
- Susanna Tamaro, Il Cerchio Magico, illustrazioni di Tony Ross, Milano, Club degli Editori, 1995.
- Susanna Tamaro, Il Cerchio Magico, collana I miti Junior, illustrazioni di Tony Ross, n. 5, Milano, Mondadori, 1995, ISBN 88-04-41526-6.
- Susanna Tamaro, Il Cerchio Magico, collana Junior-10, illustrazioni di Tony Ross, n. 18, Milano, Mondadori, 1998, ISBN 88-04-44647-1.
- Susanna Tamaro, Il Cerchio Magico, a cura di Giovanna Franciotti, collana Narrativa per la scuola, Milano, Signorelli, 1999, ISBN 88-434-0630-2.
- Susanna Tamaro, Il Cerchio Magico, in Il castello dei sogni: storie che parlano al cuore, collana I miti, n. 231, Milano, Mondadori, 2002, ISBN 88-04-50610-5.
- Susanna Tamaro, Il Cerchio Magico, collana Oscar Bestsellers, n. 1451, Milano, Mondadori, 2004, ISBN 88-04-53025-1.
- Susanna Tamaro, Il Cerchio Magico, illustrazioni di Adriano Gon, Firenze, Giunti junior, 2019, ISBN 978-88-09-75290-0.